# Männer (magazine)
Männer est un magazine mensuel destinés aux hommes homosexuels, édité par Bruno Gmünder Verlag à Berlin. Il ne contient pas de photos pornographiques mais érotiques ou du nu artistique, et se concentre surtout sur les questions politiques et l'actualité gay.

## Histoire
Un magazine nommé Männer (« Hommes » en allemand) apparaît en 1987, mais il est poursuivi par la justice allemande sous prétexte de protection de l'enfance. Le magazine change de formule en 1989, sous le titre Männer aktuell. En 2007, il reprend son nom d'origine.
De 2011 à 2013, son rédacteur en chef était le musicologue Kevin Clarke. De 2013 à 2015, c'était le théologien David Berger. Fin 2014, l'association de lutte contre le sida Aids-Hilfe dénonce les propos discriminants de Berger dans les pages de Männer.
En juin 2015, Männer publie l'interview d'un footballeur de Panamboyz United.
À partir de mars 2017, le magazine cesse de sortir en version papier, mais son site continue de publier des informations,.